# Zsebráczky Géza
Zsebráczky Géza (szlovákul Gejza Zsebráczky vagy Žebrácky; Eperjes, 1869. január 7. - Bártfa, 1951. március 7.) plébános, a kelet-szlovákiai szlovják nyelv fő nyelvi ideológusa.

## Élete
Palocsa és Bártfa plébánosa volt.
Szerkesztette a Bártfai Katholikus Értesítőt, majd a Bártfai Katholikus Egyházi Tudósítót. Tagja volt az eperjesi Széchenyi-Körnek, melynek 1901-ben az évkönyvét is szerkesztette.

## Művei
- 1910 Pčolarstvo kratka nauka o pčoloch pre vichodnoslovenski ľud napisal a s podporovaňom "Šarišskeho Gazdovskeho Spolku". Eperjes.
- 1911 Stari kujon - rozprávka. (Mikszáth fordítás)
- 1919 Katolícky cirkevný spevník. Bardejov.
- 1924 Hol létesítsük a Kassaegyházmegyei Papi üdülő otthont? Bardejov.
- 1926 Sprievodca sbierkami Župného muzea v Bardiove. Bardiov.
- 1926 Sprievodca po výstavke listín Župného Múzea v Bardiove. Bardiov.
- 1936 Pamätník pätnásťročného trvania Jednoty Orla v Bardiove - 1921-1936. (társszerző)
- 2010 Včelárstvo - príručka o včelách pre východnoslovenský ľud. Nitra.
- 2011 Pčolarstvo - kratka nauka o pčoloch pre vichodnoslovenski ľud. Petrikovce.
- V interešše vichodoslovenkej šarišskej reči „po našemu“.
- Ambrela svateho Petra. Prešov. (Mikszáth fordítás)
- Čarni kohut - rozpravka. Prešov. (Mikszáth fordítás)